# 高オルニチン血症・高アンモニア血症・ホモシトルリン尿症症候群
高オルニチン血症・高アンモニア血症・ホモシトルリン尿症症候群（HHH症候群；英: Hyperornithinemia-hyperammonemia-homocitrullinuria syndrome; HHH syndrome）は、オルニチンアミノ基輸送酵素（オルニチントランスロカーゼ；英: Ornithine translocase; ORNT1）の異常に伴う常染色体劣性遺伝性の稀な尿素回路異常症の一つである。
体内で蛋白質が分解される際に生成されるアンモニアの血中濃度が高くなる高アンモニア血症等を発症する。過剰なアンモニアは有毒で、特に神経系はその影響を受け易い。

## 徴候・症状
間歇的な高アンモニア血症を特徴とする。嘔吐から意識障害、昏睡に至る他、精神運動発達遅滞やてんかんの合併も見られる。成人例では発作時に失調やアテトーゼを呈し、知的障害を認める場合が多い。

## 病態生理
SLC25A15 の変異はオルニチンアミノ基輸送酵素欠損症（ORNT1欠損症）を引き起こす。ORNT1欠損症は尿素回路異常症と呼ばれる代謝障害の一群に属する。尿素回路は肝細胞で起こる一連の反応であり、蛋白質が体内で使用された際に発生する過剰な窒素を処理して尿素という化合物を作り、腎臓から排泄する。SLC25A15 遺伝子はミトコンドリアのオルニチン輸送体（＝ORNT1）と呼ばれる蛋白質を作る命令を出す。この蛋白質はミトコンドリア（細胞内のエネルギー産生センター）内でオルニチンを移動させるのに必要である。具体的には、この蛋白質はオルニチンをミトコンドリアの内膜を越えてミトコンドリアマトリックスと呼ばれる領域に輸送し、そこで尿素回路に受け渡す。SLC25A15 遺伝子に変異があると、ミトコンドリアのオルニチン輸送体の形が不安定になったり間違った形になって、オルニチンをミトコンドリアのマトリックスへ運べなくなる。オルニチン輸送不全により尿素回路が中断されてアンモニアが蓄積し、オルニチンアミノ基輸送酵素欠損症の徴候・症状が顕在化する。

オルニチン輸送酵素の欠損は、常染色体劣性遺伝する。

この疾患は常染色体劣性遺伝の形式で遺伝する。即ち欠陥遺伝子は常染色体上にあり、この疾患を持って生まれるには、両親から1つずつ、合計2つの遺伝子のコピーが必要である。常染色体劣性遺伝子を持つ人の両親は、それぞれ変化した遺伝子のコピーを1つずつ持っているが、障害の徴候や症状を示さない。

## 診断
HHH症候群の臨床所見は非特異的である。HHH症候群が疑われる場合、臨床検査で診断する。血漿中アミノ酸分析ではオルニチン濃度の上昇が見られ、尿中アミノ酸分析ではホモシトルリンが検出される。オロチン酸も上昇することがある。血中アンモニア濃度は上下に変動する。このような所見がある場合は、分子検査でさらに確証を得ることができる。

## 治療
治療には、蛋白質の摂取中止、ブドウ糖の静脈内注入、必要に応じてアルギニンの補充、アンモニア除去薬であるフェニル酢酸ナトリウムと安息香酸ナトリウムの注入などがある。